# Francisco Miguel de Pueyo
Francisco Miguel de Pueyo y Chacón Herrera Ruiz de Azagra y Manrique de Lara (Màlaga, 1691 -), virrei del Regne de Mallorca.
Va ser virrei de Mallorca del maig de 1701 al novembre de 1704, substituint en el càrrec a Josep Galceran de Cartellà. Jurà el càrrec el 3 de juliol. Presidí en el Born la festa de coronació de Felip V. L'entronització del nou rei causà tensions entre el Gran i General Consell. El nou virrei, Francisco Miguel de Pueyo, anuncià que la forma de jurament escollida era la mateixa que s'havia aplicat ja en temps de Felip IV i Carles II, de només jurar els privilegis que estaven en ús. Malgrat la protesta del Jurat en Cap Gabriel Fuster, finalment el Gran i General Consell acabà per acatar la decisió. El 16 de desembre, en representació de Felip V, jurà les constitucions del Regne de Mallorca. Ordenà la confiscació, instada des de la cort de Madrid, dels llibres dels mercaders que comerciaven amb Anglaterra, Flandes i Holanda. Mesos després es començaren a prendre mesures repressives contra els sospitosos d'austriacisme, en especial el clergat catòlic i una part de l'aristocràcia mallorquina.